# Shades of Lace (musikalbum)
Shades of Lace är debutalbumet av musikgruppen Lace, utgivet av Wing Records den 14 september 1987. Gruppen, med härkomst från Washington  D.C., upptäcktes under en av sina spelningar varpå de introducerades för skivbolagschefen Ed Eckstine som erbjöd dem ett skivkontrakt. Lace blev den första musikakten att få kontrakt med Wing, ett skivbolag som varit nedlagt sedan 1950-talet. Musikproducenterna Lionel Job, Preston Glass och Ernesto Phillips stod för skapandet av Shades of Lace, ett album bestående av R&B och danspop.
Musikjournalister berömde gruppens sångtalang och presentation och jämförde dem med The Pointer Sisters. Utgivningen av Shades of Lace genererade musiksinglarna "My Love Is Deep" och "Since You Came Over Me" vilka båda noterades i övre hälften på Billboards R&B-singellista Hot Black Singles. Den förstnämnda blev en topp-tio-hit. Shades of Lace noterades som högst på plats 52 på R&B-albumlistan Top Black Albums sammansatt av Billboard och på plats 187 på mainstreamlistan Billboard 200. En uppföljare, A Little Bit More, släpptes år 1990.

## Bakgrund

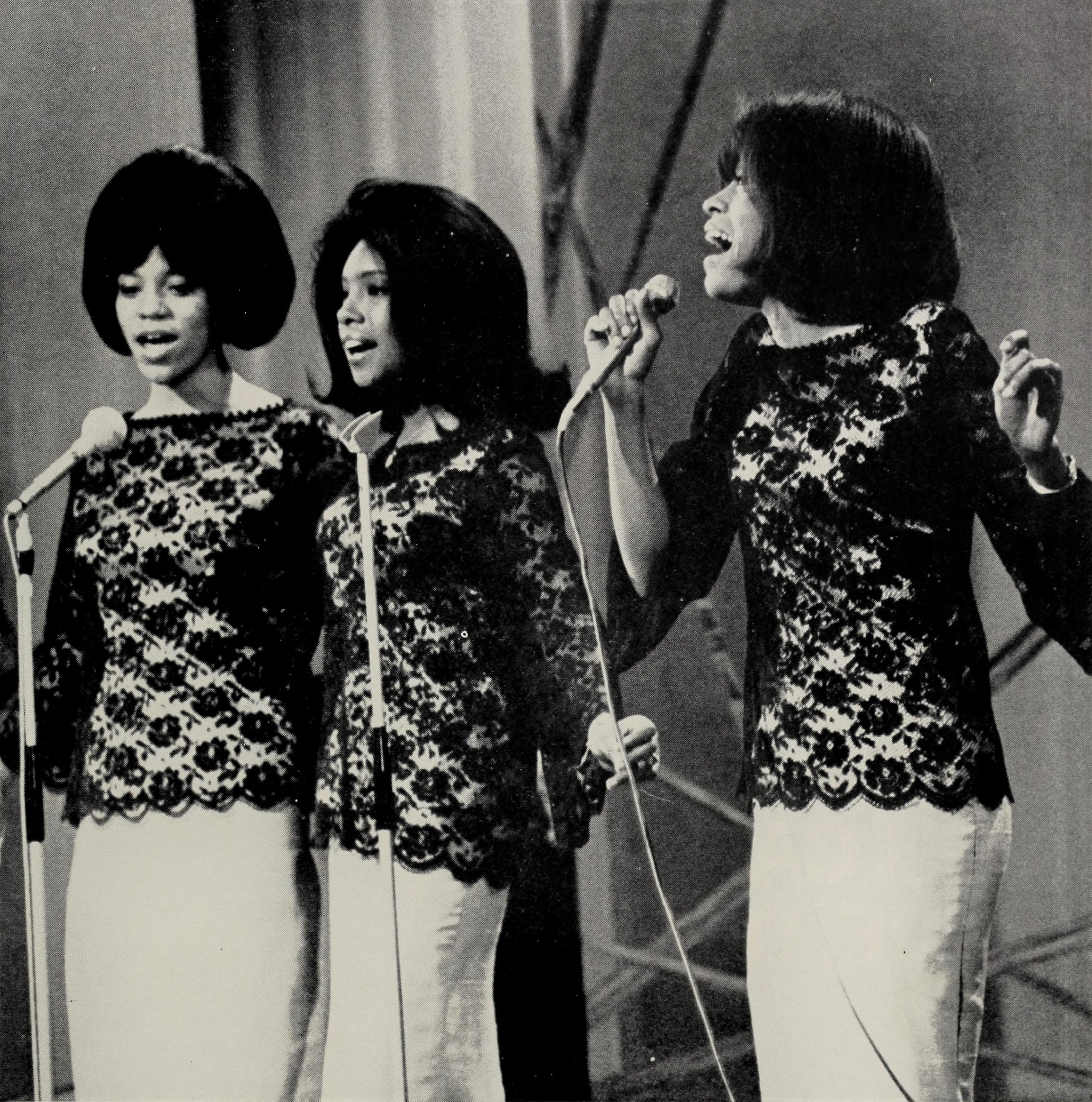
Vid bildandet av Lace var gruppmedlemmarna Kathy Merrick, Vivian Ross och Lisa Frazier inspirerade av andra kvinnliga musiktrios, bland annat The Supremes (på bilden).

Sångarna Kathy Merrick, Vivian Ross och Lisa Frazier från Washington D.C. träffades medan de studerade vid Duke Ellington School for the Arts. Inspirerade av 1960- och 70-tals grupper som The Supremes och The Emotions bildade trion bandet Lace och de började uppträda på lokala scener runtom hemstaden. I en intervju med Black Radio Exclusive kommenterade Merrick: "Under uppväxten inspirerades vi verkligen av klassiska tjejgrupper. Det var något magiskt med hur grupper som The Supremes och The Emotions kommunicerade genom sina låtar och scenuppträdanden vilket fick oss att vilja göra samma sak."
Utan större framgång i hemstaden bestämde sig Lace för att flytta till Los Angeles, Kalifornien, där de fick kontrakt med tidigare James Brown-managern Vonny Sweeney. Efter en spelning i Lake Tahoe blev gruppen introducerade för musikproducenterna Preston Glass och Lionel Job vilka lovade att hjälpa dem få ett skivkontrakt. Glass hade dessförinnan haft en framgångsrik period med Jermaine Stewarts "We Don't Have to Take Our Clothes Off" (1986), Kenny G:s studioalbum Duotones (1986) och Aretha Franklins Who's Zoomin' Who (1985) medan Job nått berömmelse tack vare två framgångsrika musikalbum med gruppen Starpoint. Samtidigt planerade skivbolaget Polygram Records att återupprätta det mindre skivbolaget Wing Records som varit verksamt på 1950-talet. Chef för återetableringen blev Ed Eckstine som tidigare varit ansvarig för A&R på Arista Records. Eckstines mål med Wing var att hitta nya artister för etablering på den amerikanska musikmarknaden. Lace blev den första musikakten att erbjudas ett skivkontrakt av Eckstine. Tillsammans med den tidigare fotomodellen Vanessa Williams skulle Lace återetablera Wing på musikmarknaden.

## Inspelning och komposition

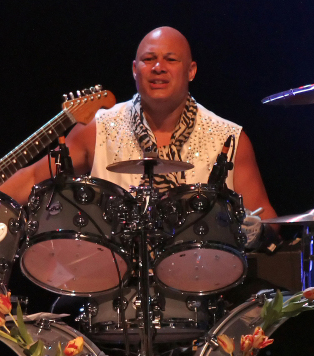
Narada Michael Walden hjälpte till att skriva texten till albumspåret "Since You Came Over Me".

Shades of Lace består av åtta spår och har en total speltid på trettiofem minuter och femtiotvå sekunder (35:52). Lace hade ingen självklar solosångare och frontfigur utan Merrick, Ross och Frazier delade lika på solosång och bakgrundssång, något R&B Report ansåg gav gruppen ett unikt sound. När Frazier diskuterade albumet med Black Radio Exclusive sade hon: "Vi är väldigt spända på vår första singel och video. Preston och Lionel tog fram toppenbra låtmaterial och Ed Eckstine och Michael Johnson på Wing har varit väldigt stöttande från start. Vi kunde inte vara gladare." Shades of Lace inleds med "Since You Came Over Me", en R&B- och danspoplåt i medelsnabbt tempo. Den skrevs av Narada Michael Walden, Glass och Job och producerades av de två sistnämnda. Blues & Soul beskrev produktionen på "My Love Is Deep" som "rik" och medryckande med "stark basgång" skapad av Job och Glass. Albumets tredje spår "Still In Love" beskrevs av R&B Report som en vackert sjungen ballad.

## Utgivning och marknadsföring
Shades of Lace blev det första musikalbumet att ges ut av Wing Records. Den trycktes upp på LP, CD och kassett och skickades till skivbutiker i USA den 14 september 1987. I en intervju med R&B Report förklarade Eckstine att grundidén med Lace var en musikgrupp där marknadsföringen fokuserade på den visuella aspekten. Wing insåg att fokus behövde ligga på den afroamerikanska målgruppen. BET fick musikvideon till första singeln "My Love Is Deep" tidigare än andra musikkanaler. Lace marknadsförde Shades of Lace i amerikansk TV den 7 november 1987 när de framförde ett medley bestående av "My Love Is Deep" och Triple Threat" i musikprogrammet Showtime at the Apollo.

### Musiksinglar
"My Love Is Deep" släpptes av Wing som huvudsingel från Shades of Lace. Den hade premiär på amerikansk R&B-radio (urban contemporary) den 7 augusti 1987. Cash Box rapporterade den 22 augusti att musikvideon till låten var så populär på BET att kanalen ökade rotationen av den. Den 5 september rapporterade Billboard att låten var en av veckans mest tillagda i R&B-radiostationers spellistor i USA. Den blev veckans högsta debut på R&B-singellistan Hot Black Singles där den noterades på plats 64. Den 26 september gick "My Love Is Deep" in på topp-40 på listan och noterades inom topp-20 den 24 oktober. Låten nådde tiondeplatsen på listan den 7 november, vilket blev dess topposition. "My Love Is Deep" gick även in på R&B-listan Top B/C Singles sammansatt av Billboard-konkurrenten Cash Box och nådde där tiondeplatsen.
"Since You Came Over Me" gavs ut som den andra singeln från Shades of Lace den 18 december. Musiktidningen Cash Box bedömde att låten troligtvis skulle bli gruppens genombrott på mainstream-marknaden. Den gick in på plats 81 på Hot Black Singles den 19 december. Den 9 januari 1988 var låten en av de mest tillagda nya singlarna på amerikansk R&B-radio. Låten nådde plats 37 på listan den 6 februari, vilket blev dess topposition. Den blev även en topp-40 notering på R&B-listan Top B/C Singles av Cash Box. "Still In Love" gavs ut som den tredje och sista singeln från albumet den 18 mars 1988.

## Mottagande
Bil Carpenter från Allmusic gav Shades of Lace fyra och en halv stjärna av fem möjliga i betyg och beskrev det som en "förträfflig 1960-tals inspirerad debut". Carpenter jämförde stilen med The Pointer Sisters. Saw Tek Meng från New Straits Times kommenterade: "Det fanns en tid då kvinnliga vokalistgrupper var populära [...] Nu får man Bananarama. Tack och lov har de tre tjejerna i Shades pf Lace soul, en självklarhet då de är svarta. Trots detta är deras R&B knappast nytänkande och endast den starka produktionen från Preston Glass och Lionel Job räddar musiken från att vara medioker." Radio & Records beskrev Lace som en "dynamisk trio" med ett bra sound och utseende. Thea Austin från R&B Report berömde gruppmedlemmarnas sångtalang och kommenterade: "Den energirika musiken kombinerad med deras sexiga, vackra sång, skapar ett hett debutalbum. På Shades of Lace levererar de här D.C.-talangerna dansmusik skräddarsydd för nattklubbar." Austin avslutade recension med att skriva: "Med kvinnliga musiktrios på uppsving, har Lace definitivt en rättmätig plats."

## Kommersiell respons
Shades of Lace gick in på plats 70 på amerikanska R&B-albumlistan Top Black Albums, sammansatt av Billboard den 31 oktober. Efter tre veckor, den 14 november, nådde albumet plats 52 på listan, vilket blev dess topposition. Albumet låg sammanlagt tio veckor på listan innan det föll ur. Det gick även in på Billboard 200 där det som högst noterades på plats 187. På Billboard-konkurrenten Cash Box sågs Shades of Lace för första gången den 7 november på plats 68. Albumet låg två veckor på plats 52 i månadsskiftet november-december vilket blev dess högsta notering på listan. På albumlistan The R&B Albums Chart utfärdad av R&B Report gick Shades of Lace in på plats 29 den 30 oktober och nådde som högst plats 17, den 27 november.

## Låtlista
| 1. | "Since You Came Over Me" | Jeffrey Cohen, Narada Michael Walden, Preston Glass                | Ernesto Phillips          | 4:51 |
| 2. | "My Love Is Deep"        | Cliff Dawson, Lionel Job, Preston Glass                            | Lionel Job, Preston Glass | 4:27 |
| 3. | "Still in Love"          | Cliff Dawson, Lionel Job, Preston Glass                            | Lionel Job, Preston Glass | 4:04 |
| 4. | "Keep It Comin'"         | Alan Glass, Cliff Dawson, James Wirrick, Lionel Job, Preston Glass | Lionel Job, Preston Glass | 4:47 |

| 5.           | "How Could It Be"        | Ernesto Phillips            | Ernesto Phillips          | 5:19  |
| 6.           | "Falling In Love"        | John Bendich, Ray Obiedo    | Lionel Job, Preston Glass | 4:30  |
| 7.           | "Triple Threat"          | Preston Glass               | Ernesto Phillips          | 4:44  |
| 8.           | "Don't Get So Emotional" | John Bendich, Larry Batiste | Lionel Job, Preston Glass | 4:30  |
| Total längd: | Total längd:             | Total längd:                | Total längd:              | 35:52 |

## Medverkande
Information hämtad från Discogs

### Musiker och låtskrivare
- Kathy Merrick – sång, bakgrundssång
- Vivian Ross – sång, bakgrundssång
- Lisa Frazier – sång, bakgrundssång
- Orlando Phillips – basgitarr (spår B1-B3)
- Ernesto Phillips – gitarr (spår B2), keyboard (spår B1, B3), låtskrivare
- Paul Pesco – gitarr
- Marvin Ennis – keyboard (spår B1, B3)
- Preston Glass – keyboard, låtskrivare
- Thor Baldursson – keyboard (spår B2)
- Lionel Job – slagverk, låtskrivare
- Jeff Smith – saxofon
- Jeffrey Cohen – låtskrivare
- Narada Michael Walden – låtskrivare
- Cliff Dawson – låtskrivare
- Alan Glass – låtskrivare
- James Wirrick – låtskrivare
- John Bendich – låtskrivare
- Ray Obiedo – låtskrivare
- Larry Batiste – låtskrivare

### Ljudtekniker
- Ed Eckstine – chefsproducent
- Preston Glass – producent, trumprogrammering
- Lionel Job – producent, ljudmix
- Ernesto Phillips – producent, trumprogrammering
- Thor Baldursson – trumprogrammering
- Bob Rosa – ljudtekniker, ljudmix
- Chris "Flowchart" Floberg – assisterande ljudtekniker
- Ed Bruder – assisterande ljudtekniker
- George Karras – assisterande ljudtekniker
- Stuart Hirotsu – assisterande ljudtekniker
- Tom Coyne – mastering (Frankford-Wayne)
- Ted Jensen – mastering (Sterling Sound)
- Murry Whiteman – art direction
- Vonny Hilton-Sweeney – management
- Jeff Katz – fotografi
- L&W Design – design

## Topplistor

### Veckolistor
| Topplista (1987)                       | Högsta placering |
| -------------------------------------- | ---------------- |
| USA Billboard 200                      | 187              |
| USA Top R&B/Hip-Hop Albums (Billboard) | 52               |
| USA Top B/C Albums (Cash Box)          | 52               |
| USA R&B Albums Chart (R&B Report)      | 17               |

## Utgivningshistorik
| Land | Datum             | Utgåva   | Format              | Skivbolag       | Ref.        |
| ---- | ----------------- | -------- | ------------------- | --------------- | ----------- |
| USA  | 14 september 1987 | Standard | CD kassett LP       | Wing            | [ 1 ] [ 5 ] |
| USA  | 10 februari 2007  | Standard | Digital nedladdning | Universal Music | [ 36 ]      |